# Bonnemain
Bonnemain is een gemeente in het Franse departement Ille-et-Vilaine (regio Bretagne). De plaats maakt deel uit van het arrondissement Saint-Malo. Bonnemain telde op 1 januari 2022 1.533 inwoners. In de gemeente ligt de spoorweghalte Bonnemain.

## Geografie
De oppervlakte van Bonnemain bedroeg op 1 januari 2022 23,77 vierkante kilometer; de bevolkingsdichtheid was toen 64,5 inwoners per km².

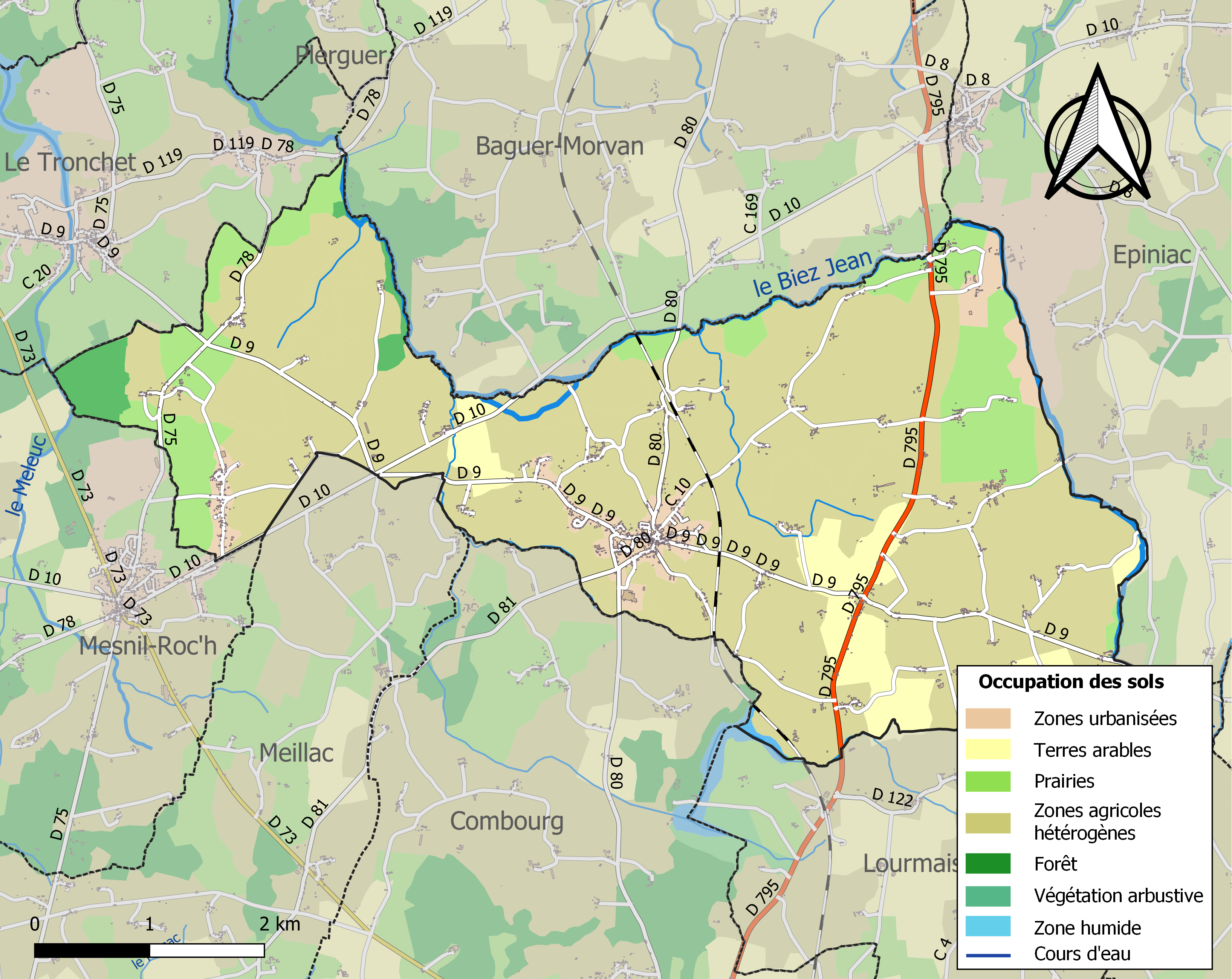
Kaart van de gemeente met belangrijkste infrastructuur, bodemgebruik en omliggende gemeenten

## Demografie
Onderstaande figuur toont het verloop van het inwonertal (bron: INSEE-tellingen).